# Moritz Steinschneider

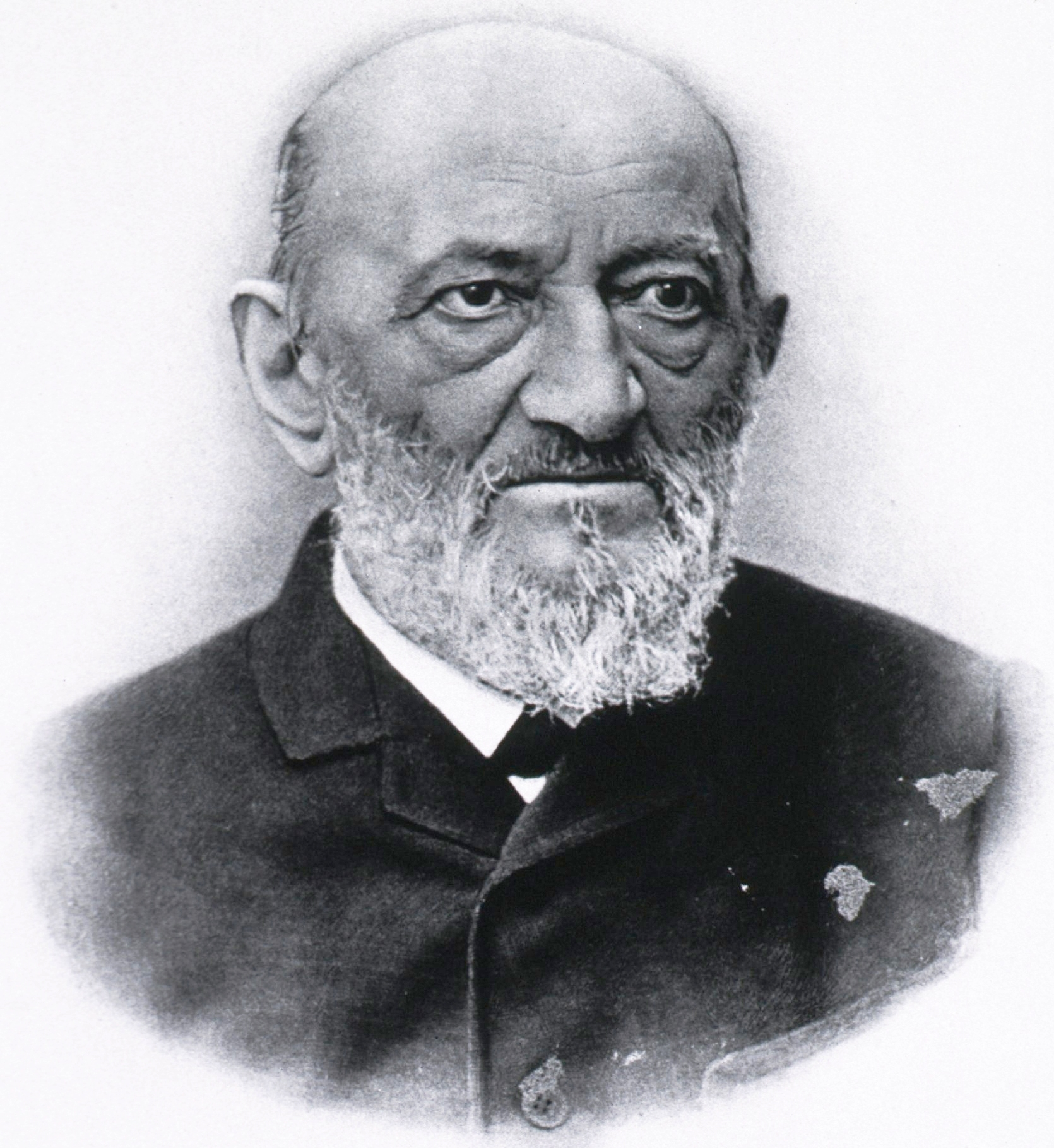
Moritz Steinschneider in seinen älteren Jahren

Moritz Steinschneider (geb. 30. März 1816 in Proßnitz, Kaisertum Österreich; gest. 24. Januar 1907 in Berlin) war ein aus Mähren stammender österreichisch-preußischer Bibliograf und Orientalist. Er gilt als Begründer der wissenschaftlichen hebräischen Bibliografie und war nach Einschätzung des Judaisten Günter Stemberger „der universalste jüdische Gelehrte seiner Zeit“. Er nannte Klischees von Ernest Renan über eine angebliche „semitische Rasse“ (gemeint war das Judentum) 1860 erstmals „antisemitische Vorurteile“ und bereitete damit den Terminus „Antisemitismus“ vor, der ab 1879 für pseudowissenschaftlich begründete Judenfeindlichkeit üblich wurde.

## Frühe Ausbildung
Seine frühe Ausbildung erwarb er von seinem Vater Jacob Steinschneider (1782–1856). Dieser war ein ausgewiesener Experte in Talmudstudien sowie in den säkularen Wissenschaften gut geschult. In seinem Haus trafen sich viele fortschrittlich eingestellte Hebraisten, darunter Moritz’ Schwager, der Arzt und Schriftsteller Gideon Brecher.
Im Alter von sechs Jahren wurde Moritz auf die öffentliche Schule geschickt, was zu dieser Zeit für jüdische Kinder ungewöhnlich war. Mit 13 Jahren wurde er Schüler von Rabbi Nahum Trebitsch, dem er 1832 nach Nikolsburg folgte. Dann setzte er seine Talmudstudien in Prag fort und blieb dort bis 1836. Gleichzeitig hörte er Vorlesungen an der Karls-Universität Prag. Auch Abraham Benisch, sein Landsmann, studierte zu dieser Zeit in Prag. Dieser führte eine Art zionistischer Bewegung unter seinen Freunden ein, an welcher auch Steinschneider zunächst Anteil nahm. 1842 sollte er jedoch mit dieser Ausrichtung brechen.
1836 ging Steinschneider nach Wien, um seine Studien fortzusetzen, und widmete sich nach Rat seines Freundes Leopold Dukes der orientalischen und neuhebräischen Literatur, insbesondere der Bibliografie, die sein Hauptinteresse werden sollte.
Als Jude konnte Steinschneider der K.k. Akademie für Orientalische Sprachen nicht beitreten und nicht einmal Auszüge aus hebräischen Büchern und Handschriften in der Österreichischen Nationalbibliothek anfertigen. Trotzdem führte er seine Studien der arabischen, syrischen und hebräischen Sprachen und Literaturen fort bei Josef Kaerle an der katholisch-theologischen Fakultät der Wiener Universität. Dabei strebte er eine Laufbahn als Rabbiner an. In Wien, wie zuvor in Prag, verdiente er seinen Lebensunterhalt durch Unterricht, u. a. in Italienisch.

## Universitäre Laufbahn
Aus politischen Gründen war Steinschneider gezwungen, Wien zu verlassen. Er wollte nach Berlin, da er aber den nötigen Pass nicht erhalten konnte, blieb er in Leipzig. An der dortigen Universität setzte er bei Heinrich Leberecht Fleischer seine Studien fort. Zu dieser Zeit begann er die Übersetzung des Korans ins Hebräische und arbeitete mit Franz Delitzsch an der Ausgabe von Aaron ben Elijahs Etz Chayyim (Leipzig 1841). Die österreichische Zensur erlaubte jedoch die Veröffentlichung unter seiner Mitherausgeberschaft nicht. In Leipzig steuerte er einige Artikel zur jüdischen und arabischen Literatur für Heinrich August Pierers Universale Enzyklopädie bei.
Nachdem er den nötigen Pass bekommen hatte, ging er 1839 nach Berlin und hörte die Vorlesungen von Franz Bopp über vergleichende Philologie und die Geschichte der orientalischen Literatur. Dort machte er auch Bekanntschaft mit Leopold Zunz und Abraham Geiger. 1842 kehrte er nach Prag zurück. 1845 folgte er Michael Sachs nach Berlin.
Strömungen des orthodoxen Judentums ließen Steinschneider seine Absicht aufgeben, Rabbiner zu werden. Zu dieser Zeit war er bei der Frankfurter Niederlassung der National-Zeitung angestellt und Korrespondent für die Prager Zeitung. 1844 entwarf er zusammen mit David Cassel den Plan der Real-Encyclopädie des Judenthums. Ein entsprechender Prospekt wurde im Literaturblatt des Orients abgedruckt, das Projekt von Steinschneider aber nie ausgeführt.
Am 17. März 1848 wurde Steinschneider nach vielen Schwierigkeiten schließlich preußischer Bürger. Im selben Jahr wurde er mit der Katalogisierung der hebräischen Bücher in der Bodleian Library in Oxford (Catalogus Librorum Hebræorum in Bibliotheca Bodleiana, Berlin 1852–60) betraut. Diese Arbeit nahm ihn für 13 Jahre in Anspruch, darunter verbrachte er vier Sommerperioden in Oxford.
1850 habilitierte er sich an der Leipziger Universität. 1859 wurde er mit Lehraufträgen an der Veitel-Heine Ephraim’schen Lehranstalt (Klaus) in Berlin betraut. Seine Vorlesungen wurden von jüdischen wie von christlichen Studierenden besucht. 1860 bis 1869 diente er als Abgeordneter der jüdischen Gemeinschaft in der Verwaltung und protestierte in diesem Zusammenhang gegen Vorurteile gegenüber Juden. 1869 bis 1890 war er Direktor der Jüdischen Mädchenschule, 1869 Assistent in der Berliner königlichen Bibliothek. 1859 bis 1882 gab er die Zeitschrift Hebräische Bibliographie heraus. 1872 und 1876 lehnte er Berufungen an die Hochschule für die Wissenschaft des Judentums in Berlin und das Rabbinerseminar Budapest ab. Seiner Auffassung nach waren Universitäten, nicht jüdische theologische Seminare, die richtigen Einrichtungen, um jüdische Wissenschaften zu verfolgen.

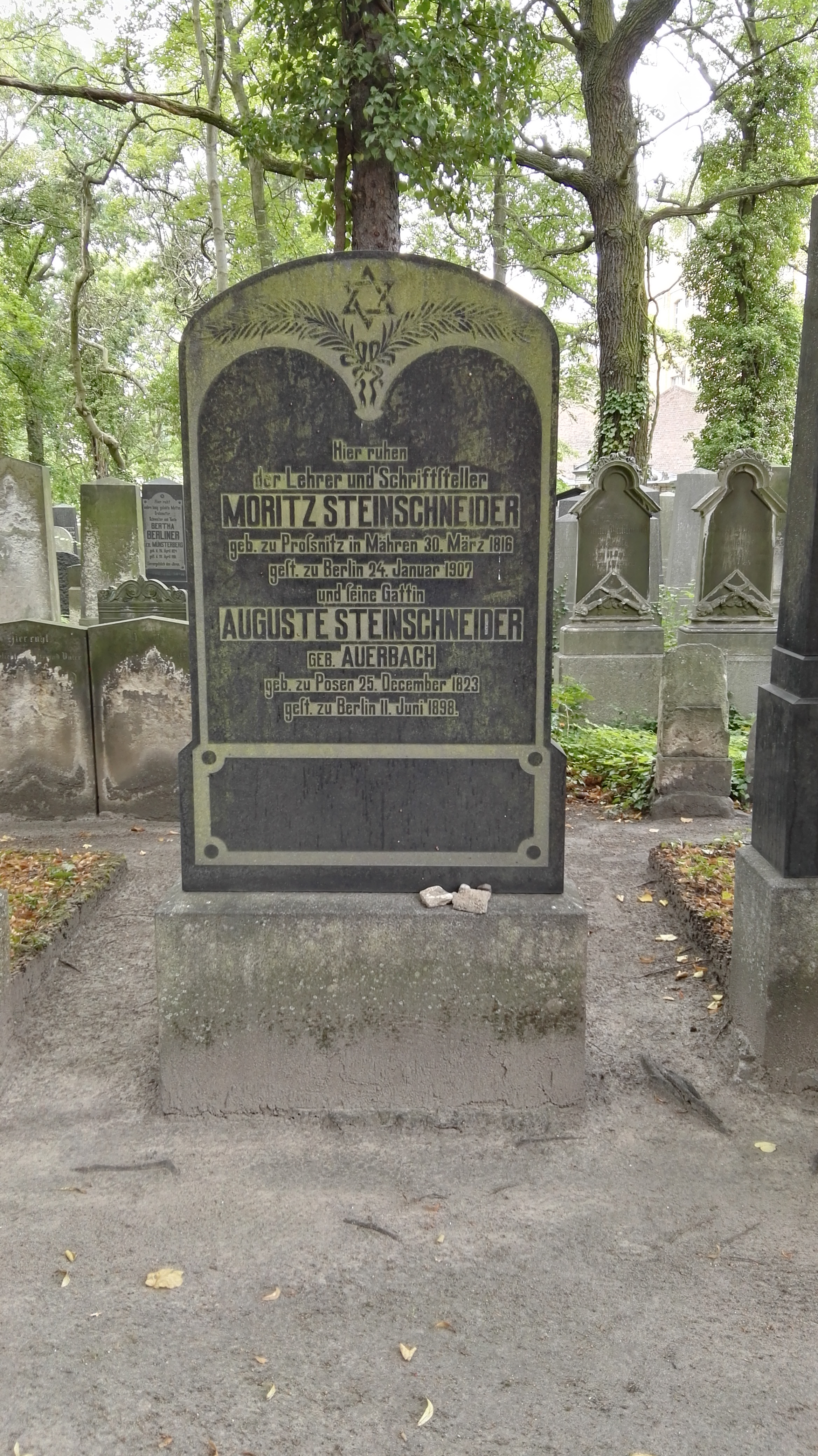
Grab von Moritz und Auguste Steinschneider auf dem Jüdischen Friedhof Berlin-Weißensee

## Arbeitsgebiete
Steinschneider konzentrierte sich auf Gebiete, die der eigentlichen Theologie fern lagen, darunter die Mathematik, Philologie, Naturgeschichte und Medizin, um die diesbezüglichen jüdischen Beiträge zur Kulturgeschichte zu erforschen. Nachdem Leopold Zunz die Grundlagen der Wissenschaft des Judentums gelegt hatte, vervollständigte Steinschneider diese durch Ausarbeitung wichtiger spezieller Gesichtspunkte derselben. Er war der erste Dozent, der einen systematischen Überblick der jüdischen Literatur bis zum Ende des 18. Jahrhunderts gab und Kataloge hebräischer Bücher und Handschriften in den öffentlichen europäischen Bibliotheken herausgab. Der Katalog der Bodleian Library legte die Grundlagen für seine Reputation als bedeutendster jüdischer Bibliograf überhaupt. Auch seine Kataloge der Bibliotheken von Leiden, München, Hamburg und Berlin, sowie die 21-bändige Hebräische Bibliographie sind eine Goldgrube der Information über jüdische Geschichte und Literatur.
Eines seiner wichtigsten Werke betrifft Die hebraeischen Übersetzungen des Mittelalters und die Juden als Dolmetscher: Ein Beitrag zur Literaturgeschichte des Mittelalters; meistenteils nach Handschriftlichen Quellen (Berlin 1893, geplant schon 1849). Während er über jüdische Literatur Beiträge für die von Johann Samuel Ersch und Johann Gottfried Gruber herausgegebene Allgemeine Encyclopädie der Wissenschaften und Künste (1844–1847) schrieb, wurde ihm bewusst, in welchem Ausmaß Quellen fehlten, um den Einfluss fremder Werke auf die jüdische Literatur zu studieren. Er nahm sich vor, den Monografien von Pierre Daniel Huet, Jourdain, Ferdinand Wüstenfeld und Johann Georg Wenrich zur Geschichte von Übersetzungen eine Abhandlung zur Seite zu stellen, welche die neuhebräische Literatur darstellte. 1880 schrieb das Institut de France einen Preis für eine vollständige Bibliografie der hebräischen Übersetzungen des Mittelalters aus. Steinschneider gewann ihn mit zwei Bänden in französischer Sprache, die 1884 und 1886 erschienen und in der deutschen Übersetzung um einige Nachträge erweitert wurden.
Steinschneider schrieb mit gleicher Leichtigkeit auf Deutsch, Lateinisch, Französisch, Italienisch und Hebräisch. Obwohl er eigentlich nicht in populärem Stil schrieb, sondern sich an gelehrte Leser richtete, die „ihr Wissen vervollkommnen möchten“, gab er mit Adolf Horwitz ein kleines Lesebuch für Schulkinder heraus, Imre Binah (1846), außerdem Grundschulbücher für die Sassoon-Schule der Beni Israel zu Bombay. 1839 schrieb er Eine Übersicht der Wissenschaften und Künste Welche in Stunden der Liebe Nicht Übersehen Sind für Moritz Gottlieb Saphirs Pester Tageblatt, und 1846 Manna, ein Buch mit Gedichten, Übertragungen hebräischer Poesie, die er Auguste Auerbach (* 25. Dezember 1823 in Posen; † 2. Juni 1898 in Berlin) widmete, seiner Verlobten, die er im Juli 1849 heiratete. 1995 veröffentlichte seine Urenkelin Marie-Louise Steinschneider (* 7. Juni 1927; † 17. Mai 2010) zusammen mit Renate Heuer den sich über vier Jahre erstreckenden Briefwechsel der Verlobten als „Beitrag zu jüdischer Wissenschaft und Emanzipation“.
Charakteristisch für seine Weltsicht darf Steinschneiders philosophisches Testament im Vorwort zur Arabischen Literatur der Juden gelten. Er, der die Grundlagen für die Studien der jüdischen Literatur und Geschichte legte, formuliert darin ein agnostisches „Glaubensbekenntnis“.
Er war Mit-Autor in der böhmischen Sagensammlung Sippurim.
Steinschneiders Privatbibliothek – 4.500 gedruckte Bücher und mehrere Inkunabeln – wurde von Jakob Heinrich Schiff für das New Yorker Jewish Theological Seminary erworben und dort von Alexander Marx betreut. Marx’ Nichte, Kitty Marx-Steinschneider (1905–2002), war mit Karl Steinschneider verheiratet, dem Enkel von Moritz Steinschneider und Übersetzer von Samuel Agnon ins Deutsche.

## Trivia
Der Name Steinschneider ist ursprünglich eine Berufsbezeichnung für Steinmetze und Edelsteinbearbeiter.
Die häufig wiederholte Behauptung, der Trickkünstler und „Hellseher“ Erik Jan Hanussen sei ein Enkel von Moritz Steinschneider gewesen, ist unzutreffend. Der in Wien geborene Hanussen, der eigentlich Hermann Steinschneider hieß, war ein Abkömmling der weitverzweigten Steinschneider-Familie, jedoch aus einer anderen Linie. Sein Großvater war der Mediziner Moriz Steinschneider (1824–1894), und aus dessen erster Ehe mit einer Rosa Keil entstammte der Sohn Siegfried Steinschneider (1858–1910), der wiederum der Vater von Hanussen war.

## Schriften (Auswahl)
- als Hrsg. mit Franz Delitzsch: „Etz Chayyim“. Ahron ben Elias aus Nikomedien des Karäer’s System der Religionsphilosophie, etc. Leipzig 1841.
- Die fremdsprachlichen Elemente im Neuhebräischen. Prag 1845.
- als Hrsg. mit Adolf Horwitz: Imre Binah: Spruchbuch für jüdische Schulen. Berlin 1847.
- Manna. Adaptationen hebräischer Poesie vom 11. bis 18. Jh. Berlin 1847. online.
- Die kanonische Zahl der muhammedanischen Secten und die Symbolik der Zahl 70-73: aus jüdischen und muhammedanisch-arabischen Quellen nachgewiesen. In: Zeitschrift der Deutschen Morgenländischen Gesellschaft, Band 4. 1850. S. 145–170 (Digitalisat).
- Jüdische Literatur. In: Ersch and Gruber: Encyc. Abteilung 2/27, S. 357–376, Leipzig 1850 (engl. übers. von William Spottiswoode: Jewish Literature from the Eighth to the Eighteenth Century. London 1857; hebr. übers. von Henry Malter: Sifrut Yisrael. Vilnius 1899).
- Ueber eine arabische Bearbeitung des Barlaam und Josaphat. In: Zeitschrift der Deutschen Morgenländischen Gesellschaft, Band 5. 1851. S. 89–93 (Digitalisat).
- Ueber eine arabische Bearbeitung des Barlaam und Josaphat (Fortsetzung). In: Zeitschrift der Deutschen Morgenländischen Gesellschaft, Band 6. 1852. S. 414–416 (Digitalisat) und 538–540 (Digitalisat).
- Catalogus Librorum Hebræorum in Bibliotheca Bodleiana. Berlin 1852–1860.
- Zur arabischen Literatur: Anfragen und Bemerkungen. In: Zeitschrift der Deutschen Morgenländischen Gesellschaft, Band 8. 1854. S. 378–383 (Digitalisat) und S. 547–553 (Digitalisat).
- Zur arabischen Literatur: Anfragen und Bemerkungen (Fortsetzung). In: Zeitschrift der Deutschen Morgenländischen Gesellschaft, Band 9. 1856. S. 837–843 (Digitalisat).
- Die Schriften des Dr. Zunz. Berlin 1857.
- Alphabetum Siracidis ... in Integrum Restitutum et Emendatum, etc. Berlin 1858.
- Catalogus Codicum Hebræorum Bibliothecæ Academiæ Lugduno-Batavæ, mit 10 lithographischen Tabellen zu karaitischen Autoren. Leiden 1858.
- Bibliographisches Handbuch über die Theoretische und Praktische Literatur für hebräische Sprachkunde. Leipzig 1859 (mit Verbesserungen und Nachträgen ebd. 1896) online.
- Reshit ha-limmud, eine systematische hebräische Einführung für D. Sassoons Wohlfahrtseinrichtung zu Bombay. Berlin 1860.
- Zur Bibliographie der hebräischen Sprachkunde: Beleuchtung einieger in dieser zeitschr. (Bd. XIV S. 297) niedergelegten Materialien. In: Zeitschrift der Deutschen Morgenländischen Gesellschaft, Band 15. 1861. S. 161–172 (Digitalisat)
- Zur pseudoepigraphischen Literatur, insbesondere der Geheimen Wissenschaften des Mittelalters. Aus hebräischen und arabischen Quellen. Berlin 1862.
- Alfarabi. Des arabischen Philosophen Leben und Schriften, usw. St. Petersburg 1869 online.
- Die hebräischen Handschriften der Königlichen Hof- und Staatsbibliothek in München. In: Sitzungsberichte der Philosophisch-Historischen Klasse der Königlichen Akademie der Wissenschaften in München. München 1875. online.
- Polemische und apologetische Literatur in arabischer Sprache zwischen Muslimen, Christen und Juden. Leipzig 1877 online.
- Catalog der hebräischen Handschriften in der Stadtbibliothek zu Hamburg. 1878 online.
- Die arabischen Übersetzungen aus dem Griechischen. Berlin 1889–1896.
- Die hebraeischen Uebersetzungen des Mittelalters und die Juden als Dolmetscher. Ein Beitrag zur Literaturgeschichte des Mittelalters, meist nach handschriftlichen Quellen. Kommissionsverlag des Bibliographischen Bureaus, Berlin 1893 online.
- Verzeichniss der hebräischen Handschriften der Königlichen Bibliothek zu Berlin. 2 Teile. Berlin 1897, 1901.
- Die arabische Literatur der Juden. Frankfurt 1902. online.

Neben einer großen Zahl an Beiträgen in unterschiedlichen Formen für anderer Werke (vgl. Steinschneider Festschrift, S. xi–xiv) verdienen folgende unabhängige Aufsätze besondere Erwähnung:
- Constantins liber de gradibus und Ibn al Jazzars adminiculum. In: Virchows Archiv für pathologische Anatomie. Band 37, 1866, S. 361–363.
- Ueber die Volksliteratur der Juden. In: R. Gosches Archiv für Literaturgeschichte. 1871.
- Constantinus Africanus und seine arabischen Quellen. In: Virchow’s Archiv. Band 37.
- Donnolo: Pharmakologische Fragmente aus dem X. Jahrhundert nebst Beiträgen zur Litteratur der Salernitaner etc. In: Virchow’s Archiv. Band 38–40 und 42.
- Die toxologischen Schriften der Araber bis zum Ende des XII. Jahrhunderts. In: Virchow’s Archiv. Band 52 (auch gesondert erschienen).
- Gifte und ihre Heilung, eine Abhandlung des Moses Maimonides. In: Virchow’s Archiv für pathologische Anatomie und Physiologie und für klinische Medizin. Band 57, 1873, S. 62–95.
- Gab es eine hebräische Kurzschrift? In: Archiv für Stenographie. 1877 (Nachdruck des Artikels Abbreviaturen, vorbereitet für die nicht erschienene Real-Encyclopädie des Judenthums).
- mit David Cassel: Jüdische Typographie und Jüdischer Buchhandel. In: Ersch, Gruber (Hrsg.): Encyclopaedie. 2/27, S. 21–94.
- Die Metaphysik des Aristoteles in Jüdischer Bearbeitung. In: Zunz Jubelschrift. 1886.
- Jehuda Mosconi. In: Berliners Magazin. 1876.
- Constantins Lib. de gradibus und ibn al-Gezzars Adminiculum. In: Deutsches Archiv für Geschichte der Medicin u. medicinische Geographie. Band 2, 1879 (Neudruck: Olms, Hildesheim / New York 1971), S. 1–22.
- Islam und Judenthum. ebd. 1880.
- Ueber Bildung und den Einfluss des Reisens auf Bildung (zwei Vorlesungen vor dem Verein Junger Kaufleute; Nachdruck in der Virchow-Wattenbach Sammlung Gemeinverständlicher Wissenschaftlicher Vorträge 1894)
- Supplementum Catalogi librorum hebraeorum in Bibliotheca Bodleiana. In: Zentralblatt für Bibliothekswesen. Band 11, 1894, S. 484–508 (online).
- Lapidarien: Ein Culturgeschichtlicher Versuch. In: Kohut Memorial Volume. 1896.
- Jüdisch-Deutsche Literatur. In: Neumans Serapeum. 1848–1849.
- Jüdisch-Deutsche Literatur und Jüdisch-Deutsch. ebd. 1864, 1866, 1869.
- Artikel zu: Arabien, Arabisch, Arabische Literatur, Kaliphen, Koran, muslimische Religion, muslimische Sekten in der 2. Auflage (1839–43) von Pierers Universallexikon.
- Letteratura Italiana dei Giudei. In: Il Vessillo Israelitico. 1877–1880.
- Letteratura Anti-giudaica in Lingua Italiana. ebd. 1881–1883.
- Zur Geschichte der Übersetzungen aus dem Indischen ins Arabische. In: Zeitschrift der morgenländischen Gesellschaft. 1870–1871.
- Hebräische Drucke in Deutschland. In: Ludwig Geiger (Hrsg.): Zeitschrift für die Geschichte der Juden in Deutschland. 1886–1892.
- Abraham Judaeus-Savasorda und Ibn Esra. In: Oskar Schlömilch: Zeitschrift für Mathematik und Physik. 1867.
- Abraham ibn Esra. In: Zeitschrift für Mathematik und Physik. 1880.